# República de Nova Granada
A República de Nova Granada foi uma república sul-americana que existiu de 1830 a 1858, substituindo o departamento da Grã-Colômbia. Foi substituída pela Confederação Granadina.